# Serhij Breus
Serhij Petrovyč Breus (in ucraino Сергій Петрович Бреус?; 30 gennaio 1983) è un ex nuotatore ucraino.
Specializzato nei 50m farfalla, ha vinto due medaglie d'oro e una d'argento agli Europei e un bronzo ai Mondiali.

## Palmarès
- Mondiali

Montreal 2005: bronzo nei 50m farfalla.
- Mondiali in vasca corta

Shanghai 2006: argento nei 50m farfalla e bronzo nella 4x100m misti.
Manchester 2008: argento nei 50m farfalla.
- Europei

Madrid 2004: oro nei 50m farfalla.
Budapest 2006: oro nei 50m farfalla.
Eindhoven 2008: argento nei 50m farfalla.
- Europei in vasca corta

Vienna 2004: argento nella 4x50m misti.
Trieste 2005: argento nella 4x50m misti.
- Universiadi

Daegu 2003: argento nei 50m farfalla.
Smirne 2005: oro nei 50m farfalla e nei 100m farfalla.
Bangkok 2007: oro nei 50m farfalla, bronzo nei 100m farfalla e nella 4x100m misti.